# 夜のくもざる―村上朝日堂超短篇小説
『夜のくもざる―村上朝日堂超短篇小説』（よるのくもざる むらかみあさひどうちょうたんぺんしょうせつ）は、村上春樹と安西水丸の短編小説（ショートショート）集、画集。

## 概要
1995年6月10日、平凡社より刊行。単行本は箱入りだった。単行本の外カバー（段ボール製の箱）は女性の絵である。この絵は『象工場のハッピーエンド』（1983年12月、CBS・ソニー出版）の裏表紙にも使われていて、本書ではイヤリングがつけられた。「彼女はとてもあちこちで人気があり、（中略）再び登場していただくことになった」と安西は述べている。装丁は藤本やすし＋キャップ。タイトルについて村上は「『夜のくもざる』は、じつはラヴェルの『夜のガスパール』のパロディーです。似ても似つかないものではありますが。」と述べている。
表紙と挿絵は安西水丸。ほぼ4ページの村上春樹の作品にそれぞれ見開きの絵をつけたもの。
「Ⅰ」の15編はJ・プレスの広告として『MEN'S CLUB』などに掲載された。「Ⅱ」の21編はパーカー万年筆のために『太陽』に掲載された。単行本化に際し8編が削られ2編が追加されている。「Ⅰ」の絵はバランスの違いなどの関係で、雑誌掲載されたものではなく描き直されている。
1998年2月26日、新潮社より新潮文庫として文庫化された。
2011年1月に新潮社より刊行された『村上春樹 雑文集』に、本書の選に漏れた作品（「愛なき世界」と「柄谷行人」）が収録された。

## 収録作品（MEN'S CLUB連載）
ホルン
ホルンとホルン吹きは『フラッシュダンス』みたいなおきまりの苦節を経て、手に手をとって晴々しい舞台に立ち、ブラームスのピアノ・コンチェルトの冒頭の一節を奏する。
鉛筆削り（あるいは幸運としての渡辺昇①）
安西水丸の本名である「渡辺昇」が水道関係の修理屋として登場する。
若い読者層を対象とした短編小説集『はじめての文学 村上春樹』（文藝春秋、2006年12月）に収録された。
フリオ・イグレシアス
フリオ・イグレシアスが砂糖水のような声で『ビギン・ザ・ビギン』を唄いはじめると、海亀の足音はぴたりとやんだ。
タイムマシーン（あるいは幸運としての渡辺昇②）
水道工事人にして鉛筆削りのコレクターである渡辺昇は言う。「実はお宅に旧型のタイム・マシーンがあるってうかがったもんで、もしよろしければ新型と交換していただければと・・・」
前述の『はじめての文学 村上春樹』（文藝春秋、2006年12月）に収録された。
コロッケ
トランプ
主人公と恋人（あるいは妻）は海亀とトランプの「51」をする。講談社文庫版『夢で会いましょう』に収録された「ストレート」も主人公が海亀とトランプ遊びをする話である。
新聞
地下鉄銀座線における大猿の呪いが描かれている。かくの如く大猿たちが猛威をふるっているというのに、新聞でその記事を見かけることはない。
本作品は『MEN'S CLUB』1986年5月号に掲載されたものだが、村上は『CLASSY』1986年5月号に「地下鉄銀座線における大猿の呪い」というエッセイを書いている。同エッセイは『ランゲルハンス島の午後』（光文社、1986年11月）で読むことができる。
ドーナツ化
前述の『はじめての文学 村上春樹』（文藝春秋、2006年12月）に収録された。
アンチテーゼ
講談社文庫版『夢で会いましょう』にも、同じ題名の「アンチテーゼ」という作品が収録されているが内容は異なる。
うなぎ
長編小説『ねじまき鳥クロニクル』や短編小説「双子と沈んだ大陸」に出てくる「笠原メイ」が登場する。
高山典子さんと僕の性欲
語り手の「僕」は高山典子さん（25歳）くらい速いスピードで歩く女性を他に知らないと言う。「僕」は『旅情』のラスト・シーンのロッサノ・ブラッツィみたいな気の効かない格好で、四ツ谷駅前にとり残されることになった。
タコ
「僕」は渡辺昇から葉書を受け取る。タコの絵の下にはこんな文句が書きつけてあった。「先日は娘が地下鉄の中で貴君にいろいろとお世話になったそうで多謝。そのうちにタコでも食いに行きましょう」
虫窪老人の襲撃
スパナ
2006年3月に開催された国際シンポジウム「春樹をめぐる冒険―世界は村上文学をどう読むか」において、「スパナ」は本書に収められた「夜のくもざる」と共に、各国の翻訳家によってそれぞれの言語に訳された。なお同シンポジウムの内容は同年10月13日に文藝春秋より単行本化されている。
ドーナツ、再び
上智大学ドーナツ研究会から、ドーナツのあり方について語りあいたいのだけれどシンポジウムに参加してはもらえまいかという電話がかかってくる。

## 収録作品（太陽連載）
夜のくもざる
「スパナ」の項参照のこと。
ずっと昔に国分寺にあったジャズ喫茶のための広告
馬が切符を売っている世界
バンコック・サプライズ
ビール
オガミドリさんは本名を鳥山恭子さんというのだが、原稿をもらうときには必ず拝むみたいに深々とお辞儀をするので、編集部のみんなにオガミドリさんと呼ばれている。
ことわざ
前述の『はじめての文学 村上春樹』（文藝春秋、2006年12月）に収録された。
構造主義
大根おろし
留守番電話
ストッキング
牛乳
前述の『はじめての文学 村上春樹』（文藝春秋、2006年12月）に収録された。
グッド・ニュース
能率のいい竹馬
動物園
インド屋さん
前述の『はじめての文学 村上春樹』（文藝春秋、2006年12月）に収録された。
天井裏
もしょもしょ
前述の『はじめての文学 村上春樹』（文藝春秋、2006年12月）に収録された。
激しい雨が降ろうとしている
タイトルはボブ・ディランの歌 "A Hard Rain's a-Gonna Fall" からとられている。本文に次の記述がある。「たとえば今現在、僕はボストンの家の自分の部屋で、バナナ・リパブリックのTシャツを着て、大きなマグでコーヒーを飲み、このあいだタワー・レコードで買ってきた『ボブ・ディラン・グレーテスト・ヒッツ vol.2』のCDを聴きながら、この原稿を書いているわけだが（以下略）」
嘘つきニコル
真っ赤な芥子
前述の『はじめての文学 村上春樹』（文藝春秋、2006年12月）に収録された。
夜中の汽笛について、あるいは物語の効用について
国語教科書『高等学校 現代文B』（明治書院）に採用された。

## 収録作品（おまけ）
朝からラーメンの歌
ピーター・ポール&マリー（1962年）とトリニ・ロペス（1963年）が歌ってヒットした「天使のハンマー（If I Had a Hammer）」につけた日本語歌詞。なお村上はその後「イパネマの娘」を元にして「幕張の娘（The Girl from Makuhari）」という歌詞も書いている。
また、「イエスタデイ―女のいない男たち2」（『文藝春秋』2014年1月号所収）では登場人物の一人がビートルズの「イエスタデイ」に関西弁の歌詞をつけた歌を披露している。